# Hanneke Smabers
Hanneke Smabers (née le 19 octobre 1973 à La Haye) est une joueuse de hockey sur gazon néerlandaise, sélectionnée en équipe des Pays-Bas de hockey sur gazon féminin à 127 reprises. 
Elle obtient la médaille de bronze olympique en 2000. Elle est aussi vice-championne du monde en 1998 et championne d'Europe en 1999.
Elle est la sœur de la joueuse de hockey sur gazon Minke Smabers.